# Droga N306 (Holandia)
Droga prowincjonalna N306 (nid. Provinciale weg 306) – droga prowincjonalna w Holandii, w prowincji Flevoland. Przebiega od ronda z drogą N307 niedaleko Kampen do ronda z drogami N302 i N707 w okolicach Harderwijku.